# Mathews Phosa
Nakedi Mathews Phosa (né le 1er septembre 1952 à Bushbuckridge en Afrique du Sud) est un avocat et homme politique sud-africain, militant contre l' apartheid. Il a été précédent Premier ministre de Mpumalanga et membre du comité exécutif national du Congrès national africain (ANC). Phosa a été candidat à la présidence de l'ANC en 2017, perdu contre Cyril Ramaphosa.

## Petite enfance et éducation
Phosa est né dans le township de Mbombela à Nelspruit, le chef-lieu de la région orientale de la province du Transvaal (actuelle province du Mpumalanga). Cependant, il a grandi avec son grand-père dans une zone rurale près de Potgietersrus (Mokopane). Il s'est inscrit au lycée Orhovelani de Thulamahashe.

## Carrière politique
Il a été l'un des quatre premiers membres de l'ANC à entrer en Afrique du Sud après son exil en 1990 afin de lancer le processus de négociation avec le gouvernement du parti national.
À la suite des premières élections nationales non raciales au suffrage universel en 1994, Phosa a été nommé premier ministre de la nouvelle province du Transvaal Oriental, rebaptisé un an plus tard Mpumalanga, un poste qu’il a occupé jusqu’en 1999. Au cours de son mandat, Phosa a été un pionnier dans la planification des interactions entre le secteur privé et le gouvernement. Il a également dirigé les initiatives de réconciliation de Nelson Mandela entre le gouvernement et la communauté de langue afrikaans. Phosa a été élue membre du Comité exécutif national de l'ANC en 1999.
En 2001, Cyril Ramaphosa, Tokyo Sexwale et Phosa ont fait l'objet d'une enquête en lien avec un complot présumé visant à renverser Mbeki. Ils ont été mis hors de cause.
Lors de la 52e Conférence nationale de l'ANC, en 2007, à Polokwane dans la province du Limpopo, Phosa a été élu trésorier de l'Organisation.

## Carrière en affaires
Depuis 1999, Mathews Phosa est consultant en affaires pour diverses entreprises locales et internationales. De plus, Phosa occupe actuellement des postes de président, de vice-président ou de membre du conseil d’administration dans plus de dix grandes institutions et sociétés sud-africaines, notamment l’ Université sud-africaine, Afrikaanse Handelsinstituut, Special Olympics Afrique du Sud, Value Logistics, EOH (Pty) Ltd, SA Golden Leaf et Hans Merensky Holdings.

## Ambitions présidentielles
Phosa a été candidat au poste de vice-président de l'ANC en 2012, sans succès. Cyril Ramaphosa a obtenu 3 018 voix et a été élu vice-président de l'ANC, battant Mathews Phosa, qui a reçu 470 voix, et le ministre des établissements humains, Tokyo Sexwale (463 voix). Le 29 avril 2017, Phosa a annoncé qu'il avait accepté une candidature à la présidence de l'ANC et qu'il serait candidat à la 54ème conférence de l'ANC en décembre.
Le 11 juin 2017, Phosa a officiellement annoncé son intention de se porter candidat à l'investiture présidentielle en décembre 2017.

## Travaux
- Deur die oog van 'n naald (1996, Tafelberg)

1. ↑  (en) James de Villiers, News24, « Mathews Phosa accepts nomination for ANC president », sur news24.com, 1er janvier 1 (consulté le 13 avril 2023).
2. ↑  (en) « Mathews Phosa accepts nominations to run for ANC presidency », sur co.za (consulté le 13 septembre 2020).